# Leandro & Leonardo Vol. 2
Leandro & Leonardo Vol. 2 é o segundo álbum da dupla sertaneja Leandro & Leonardo. Foi lançado em 1987. A faixa mais conhecida é "Solidão", composta por Zezé Di Camargo enquanto ainda estava em carreira solo.

## Faixas
| N.º | Título                  | Compositor(es)                      | Duração |  |
| 1.  | "Aconchego"             | Fátima Leão / Zezé Di Camargo       | 3:36    |  |
| 2.  | "Bicho do Paraná"       | João Lopes                          | 2:58    |  |
| 3.  | "Mesmo Apesar da Chuva" | Mario Maranhão / Tivas              | 5:05    |  |
| 4.  | "Fim de Comédia"        | Joel Marques / Cláudio Balestro     | 3:02    |  |
| 5.  | "Bem-Te-Vi"             | Dalto / Cláudio Rabello             | 3:58    |  |
| 6.  | "Nosso Amor"            | Tobias / Waldomiro / Dorivan        | 3:58    |  |
| 7.  | "Voltei Pra Ficar"      | Carlos Randall                      | 3:31    |  |
| 8.  | "Solidão"               | Zezé Di Camargo                     | 4:01    |  |
| 9.  | "Amor nas Galáxias"     | Leandro / Leonardo / Carlos Randall | 3:03    |  |
| 10. | "Resto de Vida"         | Nilton Lamas / Antonio Bueno        | 2:59    |  |
| 11. | "O Amor Já Foi Embora"  | César Augusto / Leandro / Leonardo  | 4:11    |  |
| 12. | "Conselho de Pai"       | Majó / Wagner Montanheiro           | 4:07    |  |

## Certificações
| Brasil (ABPD)                             | Platina | 1987 | 250.000* |
| *número de vendas baseado na certificação |         |      |          |